# Willem Vrelant
Willem Vrelant (actif à Utrecht v. 1449 - Bruges 1481) est un enlumineur néerlandais qui vécut à Bruges (Flandre) durant le troisième quart du XVe siècle. Il est considéré comme l'un des artistes éminents de son époque. 

## Biographie
En 1449, Willem (en français Guillaume) Vrelant obtient la citoyenneté à Utrecht, où il semble déjà actif comme enlumineur. Il est enregistré sous le nom de Willem Backer. Le pseudonyme de Vrelant, qu'il utilisera par la suite, provient de son village d'origine, Vreeland. Fils de Jacob d'Utrecht, il pourrait avoir effectué son apprentissage auprès du Maître de Catherine de Clèves, dont il subit l'influence. Selon une autre hypothèse, il serait parti se former à Bruges avant d'être revenu pour un temps à Utrecht. Il acquiert la nationalité brugeoise en 1456. 
De 1454 à sa mort en 1481, il fait partie de la guilde des métiers du livre de Bruges, placée sous la protection de saint Jean l'Évangéliste, dont il est peut-être cofondateur. Il paie sa cotisation chaque année, avec une interruption de 1456 à 1459. En 1462, en plus de sa quote-part, il acquitte celle d'une apprentie restée anonyme. Il pourrait s'agir de la fille de Lodowiic Breyel, dont il favorise l'admission quelques années plus tard. Les comptes de la guilde indiquent aussi qu'au cours des années 1460, il engage encore une apprentie anonyme. Un apprenti du nom d'Adrien de Raet est inscrit en 1473-1475 puis, en 1476-1477, une autre femme nommée Betkin Scepens ou Betkin Vrelant. Adrien et Betkin pourraient être ses enfants,. 
Vrelant semble compter parmi les peintres éminents de la ville. Vers 1467-1468, avec les enlumineurs Marc le Bongeteur, Maurice de Haec et Paschier van der Wiegheen, il est gratifié d'une quantité de vin en récompense d'un travail inconnu. En 1477, il participe à la réalisation des panneaux latéraux d'un retable, aujourd'hui disparu, peint par Hans Memling et destiné à la guilde. Les archives de celle-ci indiquent que ces panneaux, conservés alors à l'abbaye d'Eekhout (en) à Bruges, contenaient les portraits de Willem et de sa femme. Le peintre et l'enlumineur se connaissent sans doute car ils habitaient tous deux la rue Vlamincdamme, actuelle Sint-Joristraat. Vrelant est par ailleurs membre de la confrérie religieuse Notre-Dame-de-Neiges, qui regroupe des personnalités brugeoises de haut rang.
En 1481, il acquitte une dernière fois sa cotisation à la guilde, qui paie une messe pour le repos de son âme. Sa veuve poursuit l'activité de l'atelier et fait partie de la guilde jusqu'en 1494, où elle bénéficie à son tour d'une messe des morts aux frais de la guilde. Enlumineuse du nom de Marie, elle a parfois été assimilée au maître anonyme dit « Maître de la Vraie Cronicque descoce ». Vingt ans après la mort de Willem, la guilde lui consacre encore des messes.
Vrelant a notamment travaillé pour Philippe le Bon et surtout Charles le Téméraire mais aussi pour nombre d'aristocrates et fonctionnaires flamands ou bourguignons et pour une clientèle espagnole, française, anglaise ou italienne. Seules deux manuscrits peuvent lui être attribués, à l'examen des archives des ducs de Bourgogne : le second volume des Chroniques de Hainaut, pour lesquelles il réalise 60 miniatures payées en juin 1468 (ce manuscrit a permis de reconstituer le corpus de son œuvre) ; 55 miniatures d'un manuscrit de la Vita Christi, pour lequel il perçoit 33 livres l'année suivante. Il est aussi payé pour la reliure et les fermoirs de cet ouvrage, ce qui indique qu'il exerçait en outre une activité de libraire. Sur la base d'hypothèses, ce dernier ouvrage a parfois été identifié comme un manuscrit aujourd'hui conservé à la bibliothèque de Valencienne (Ms. 240).

## Style
En dépit d'un style caractéristique (recherche de l'effet décoratif ; goût de la narration ; raideur des personnages aux poses stéréotypées...), l'attribution d'œuvres à Guillaume Vrelant ou à son atelier reste problématique. L'artiste est connu pour avoir collaboré avec Jean Le Tavernier, Loyset Liédet, le Maître de Marguerite d'York ou encore le Maître de la Vraie Cronicque descoce, parfois identifié à sa femme Marie Vrelant. D'autres manuscrits ont été produits par des artistes qui pratiquaient son style.

## Œuvres attribuées

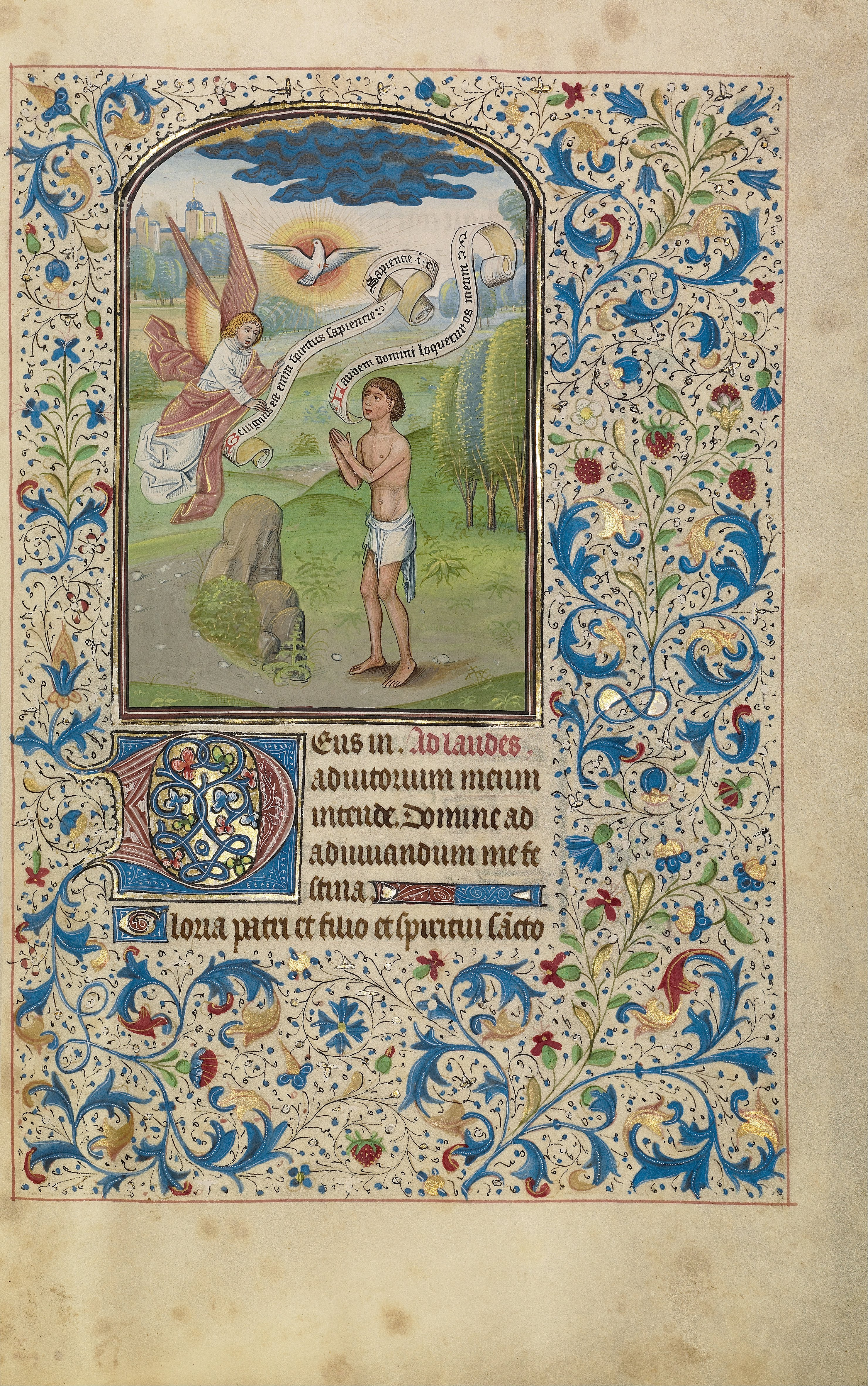
Heures Arenberg, fol. 18.

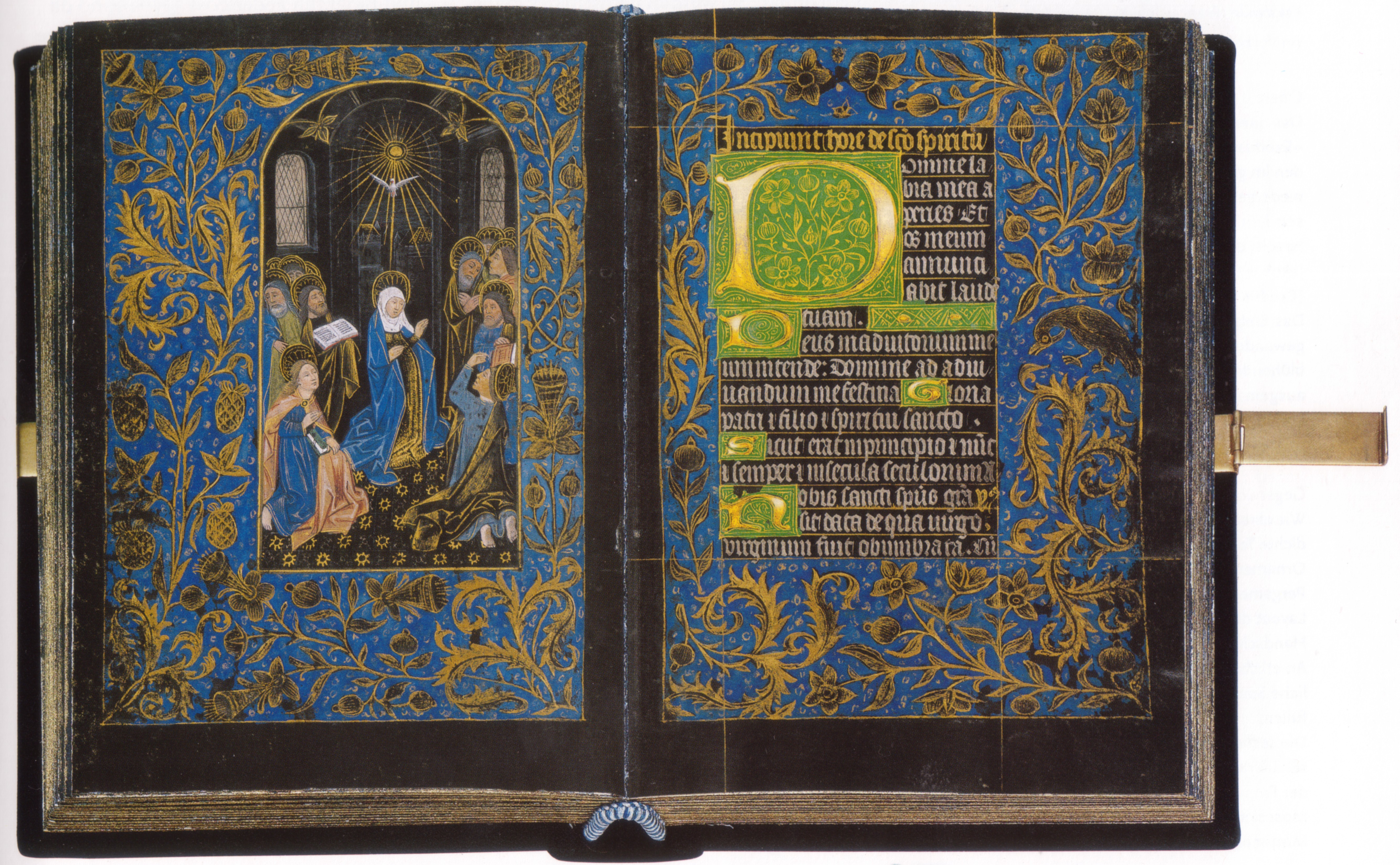
Livre d'heures noir, fol. 15 v° et 16 r°.

Bernard Bousmanne attribue environ 70 manuscrits à Willem Vrelant ou à son atelier, parmi lesquels :
- Heures de Guillaume de Montfort, 20 miniatures du maître en collaboration avec le Maître de Catherine de Clèves, vers 1450 à Utrecht ou Bruges (?), Vienne, Bibliothèque nationale autrichienne, S.N. 12.878 ;
- Heures Llangattock, en collaboration avec plusieurs artistes dont le Maître de l'Alexandre de Wauquelin, le Maître des Heures Llangattock, Getty Center, vers 1450, Ms. Ludwig IX 7[7] ;
- Heures à l'usage de Rome, 21 miniatures ajoutées à un manuscrit rouennais du Maître de Fastolf, vers 1450-1455, Bibliothèque de l'Arsenal, Ms. 575 ;
- Grandes Heures de Philippe le Hardi, 2 miniatures (f.257) de la seconde campagne en collaboration avec notamment Jean Le Tavernier, le Maître de l'Alexandre de Wauquelin et Dreux Jehan, vers 1451, Fitzwilliam Museum Cambridge, Ms. 3-1.954 ;
- Miroir historial de Vincent de Beauvais traduit par Jean de Vignay, destiné à Louis de Gruuthuse, vers 1455, Bibliothèque nationale de France, Fr. 308-311[8] ;
- Vie de sainte Catherine de Jean Miélot pour le duc de Bourgogne, 70 miniatures en collaboration avec le Maître de la Vraie Cronicque descoce, vers 1457, BNF, Fr. 6.449[9] ;
- Heures d'Isabelle la Catholique, vers 1460, Madrid, Biblioteca del Palacio Real, O. Sig. ;
- Heures Arenberg, 80 miniatures avec son atelier, vers 1460, Los Angeles, J. Paul Getty Museum, Ms. Ludwig IX 8 (83. ML. 104)[10] ;
- Bréviaire de Philippe le Bon, en collaboration avec Jean le Tavernier, vers 1460-1465, Bibliothèque royale de Belgique, Ms. 9.511 (partie hiver) et Ms. 9.026 (partie été)[11] ;
- Traité sur la salutation angélique traduit par Jean Miélot, 1 miniature, 1461, Bibliothèque royale de Belgique, Ms. 9.270[12] ;
- Chroniques de Hainaut de Jacques de Guyse, traduites et compilées par Jean Wauquelin, 1449 à Mons pour l'écriture, vers 1465 à Bruges pour l'illustration, en collaboration avec le Maître de la Vraie Cronicque descoce au second tome, Bruxelles, Bibliothèque royale de Belgique, Ms. 9.243 ;
- Heures noires de Charles le Téméraire, vers 1466-1468, avec des ajouts de Philippe de Mazerolles, feuillet isolé, Musée du Louvre, MI 1.091[13] ;
- Première Guerre punique de Leonardo Bruni traduite par Jean Lebègue, avant 1467, Bibliothèque royale de Belgique, Ms. 10.777[14] ;
- Somme rurale de Jehan Boutillier, traduit par David Aubert pour Antoine de Bourgogne, 1469, Bibliothèque nationale de Turin, ms. L. I.4-5, avec des feuillets dispersés au musée du Louvre, RF. 1.698[15] et au Kupferstichkabinett Berlin Kdz. 15.358-9 ;
- Heures à l'usage de Rome pour un commanditaire portugais (?), 18 miniatures, vers 1470, Bibliothèque royale de Belgique, ms.IV 145[16] ;
- Heures Salting, vers 1470-1475, 1 miniature du maître (f.15v.) en collaboration avec Simon Marmion et son atelier, le Maître du Livre de prières de Dresde et le Maître du Fitzwilliam 268, Victoria and Albert Museum, L. 2.384-1910 (Ms.1221)[17] ;
- Histoire d'Alexandre le Grand, en collaboration avec Liévin van Lathem, Petit Palais, Ms. Dutuit 456 ;
- Épitre d'Othéa de Christine de Pizan, Bibliothèque de l'Université Friedrich-Alexander d'Erlangen-Nuremberg, Ms. 2.361.